# چارلز بریلوند
چارلز بریلوند (انگلیسی: Charles Berglund؛ زادهٔ ۱۸ ژانویهٔ ۱۹۶۵) بازیکن هاکی روی یخ اهل سوئد بود.